# الحلمية (الشرقية)
قرية الحلمية هي إحدى القرى التابعة لمركز أبوحماد في محافظة الشرقية في جمهورية مصر العربية. حسب إحصاءات سنة 2006، بلغ إجمالي السكان في الحلمية 11638 نسمة، منهم 5860 رجل و5778 امرأة. ومن أعلامها شيخ الإسلام زكريا الأنصاري.

## التاريخ
قرية الحلمية من القرى القديمة، حيث وردت باسم «سنيكه»في أعمال الشرقية ضمن قرى الروك الصلاحي التي أحصاها ابن مماتي في كتاب قوانين الدواوين. كما وردت باسم «سنيكه» في أعمال الشرقية ضمن قرى الروك الناصري التي أحصاها ابن الجيعان في كتاب «التحفة السنية بأسماء البلاد المصرية». وفي العصر العثماني كان اسمها في التربيع العثماني الذي أجراه الوالي العثماني سليمان باشا الخادم في عصر السلطان العثماني سليمان القانوني «سنيكه» ضمن قرى ولاية الشرقية، وفي تاريخ 1228هـ/1813م الذي عدّ قرى مصر بعد المسح الذي قام به محمد علي باشا باسم «اسنيكه» ضمن قرى مديرية الشرقية. تم تغيير الاسم إلى «الحلمية» سنة 1349هـ/1930م.